# Veliki nandu
Veliki nandu, američki nandu ili obični nandu (lat. Rhea americana), je južnoamerička vrsta ptice neletačice. Njen areal je istočni dio Južne Amerike. Ne samo što je najveća vrsta roda Rhea, već je i najveća živuća američka ptica.

## Opis
Odrasli u prosjeku teže 20-27 kilograma i dugi su 129 cm od repa do kljuna. Visoki su 1,5 metar. Mužjaci su uglavnom veći od ženki i mogu težiti do 40 kilograma i biti dugi preko 150 cm.
Noge su im duge i snažne i imaju tri prsta. Krila kod velikog nandua su relativno duga; koriste ih tokom naglih zaokreta u trku za održavanje ravnoteže.
Perje je sivo ili smeđo, sa velikom induvidualnom varijacijom. Mužjaci su uglavnom tamniji od ženki. U divljini - posebno u Argentini - se ponekada pojave jedinke sa bijelim perjem i plavim očima, kao i albino jednike. Tek izlegli ptići su sivi sa tamnim vodoravnim prugama.

## Podvrste
Postoji pet podvrsta velikog nandua, koje je teško razlikovati:
- - severni i istočni Brazil[8]
- - Urugvaj i severoistočni Brazil (država Rio Grande do Sul)[8]
- - istočni Paragvaj[8]
- - Paragvaj, Bolivija i brazilska država Mato Groso[8]
- - Argentina sve do provincije Rio Negro[8]

## Rasprostranjenost i ponašanje
Veliki nandu je endemit Argentine, Bolivije, Brazila, Paragvaja i Uragvaja. Ova vrsta nastanjuje pampe, šikare, pa čak i pustinje, iako više voli mjesta sa barem malo visoke vegetacije. Ne nastanjuje južnoameričke tropske kišne šume. Tokom sezone parenja ostaju blizu vode.
Mala populacija velikog nandua živi u Njemačkoj. Tri para su pobjegla sa farme u Gros Grenauu u Šlezvig-Holštajnu, u avgustu 2000. Preživjele su zimu i razmnožile se u staništu koje je slično onom u Južnoj Americi. Na kraju su prošli rijeku Vakenic i ostale živjeti tamo. U oktobru 2008 dva njemačka naučnika su izbrojala oko 100 ptica.
Ti veliki nandui su zaštićeni u Njemačkoj slično kao i u Južnoj Americi.

## Ishrana i grabežljivci
Veliki nandui se hrane korjenjem biljaka, lišćem, sjemenjem i malenim životinjama kao što su kukci.
Prirodni grabežljivci odraslih velikog nandua su puma i jaguar. Psi ponekada ubijaju mlade ptice, a ptica grabljivica južna ćubasta karakara (Caracara plancus) ubija tek izlegle ptiće. Armadili ponekada jedu jaja nandua.

## Razmnožavanje
Veliki nandui se razmnožavaju u toplijim mjesecima, između avgusta i januara, ovisno o klimi. I mužjaci i ženke su poligamni (ženka se pari sa jednim mužjakom, snese jaja i ostavi ga da ih čuva, a ona odlazi da se pari sa drugim). Svaka od nekoliko ženki nese do deset jaja u gnijezdo, a mužjak ih zatim inkubira 35-40 dana.
Jaja su zelenkastožuta kad su tek snesena, ali postanu blijedokrem boje jer budu izložena na svjetlosti. Gnijezdo je udubina prekrivena travom koju pravi mužjak. Svi se ptići, nakon inkubacije, izlegu u roku od 36 sati; izgleda da prvi ptići koji su spremni da se izlegu još u jajetu proizvode zvukove, koje čuju ptići u drugim jajima. Tako uspjevaju koordinirati istovremeno izleganje. Nandui su spolno zreli sa 14 mjeseci starosti.

## Literatura
- Accordi, Iury Almeida; Barcellos, André (2006). „Composição da avifauna em oito áreas úmidas da Bacia Hidrográfi ca do Lago Guaíba, Rio Grande do Sul” [Bird composition and conservation in eight wetlands of the hidrographic basin of Guaíba lake, State of Rio Grande do Sul, Brazil] (PDF). Sociedade Brasileira de Ornitologia. Архивирано из оригинала (PDF) 19. 12. 2008. г. Приступљено 30. 11. 2016.
- Tinoco, Penha; Young, Robert Young (2006). „The fishing rhea: a new food item in the diet of wild greater rheas” (PDF). Sociedade Brasileira de Ornitologia. Архивирано из оригинала (PDF) 19. 12. 2008. г. Приступљено 30. 11. 2016.
- Schuh, Hans (20. 3. 2003). „Alleinerziehender Asylant” [Single-parent families seeking asylum]. Die Zeit. Приступљено 22. 7. 2011.

## Spoljašnje veze
- Rhea videos, photos and sounds on the Internet Bird Collection
- Veliki nandu media at ARKive